# Fabian Nürnberger
Fabian Nürnberger (Hamburgo, 28 de julio de 1999) es un futbolista germano-búlgaro, que juega en la demarcación de centrocampista para el SV Darmstadt 98 de la 2. Bundesliga.

## Selección nacional
El 5 de septiembre de 2024 hizo su debut con la selección de Bulgaria en un partido de la Liga de Naciones de la UEFA 2024-25 contra Bielorrusia que finalizó con un resultado de empate a cero.

## Clubes
| Club              | País     | Año       | Partidos | Goles |
| ----------------- | -------- | --------- | -------- | ----- |
| 1. FC Nürnberg II | Alemania | 2018-2019 | 32       | 3     |
| 1. FC Nürnberg    | Alemania | 2019-2023 | 108      | 9     |
| SV Darmstadt 98   | Alemania | 2023-     | 53       | 3     |